# Conversor marciano

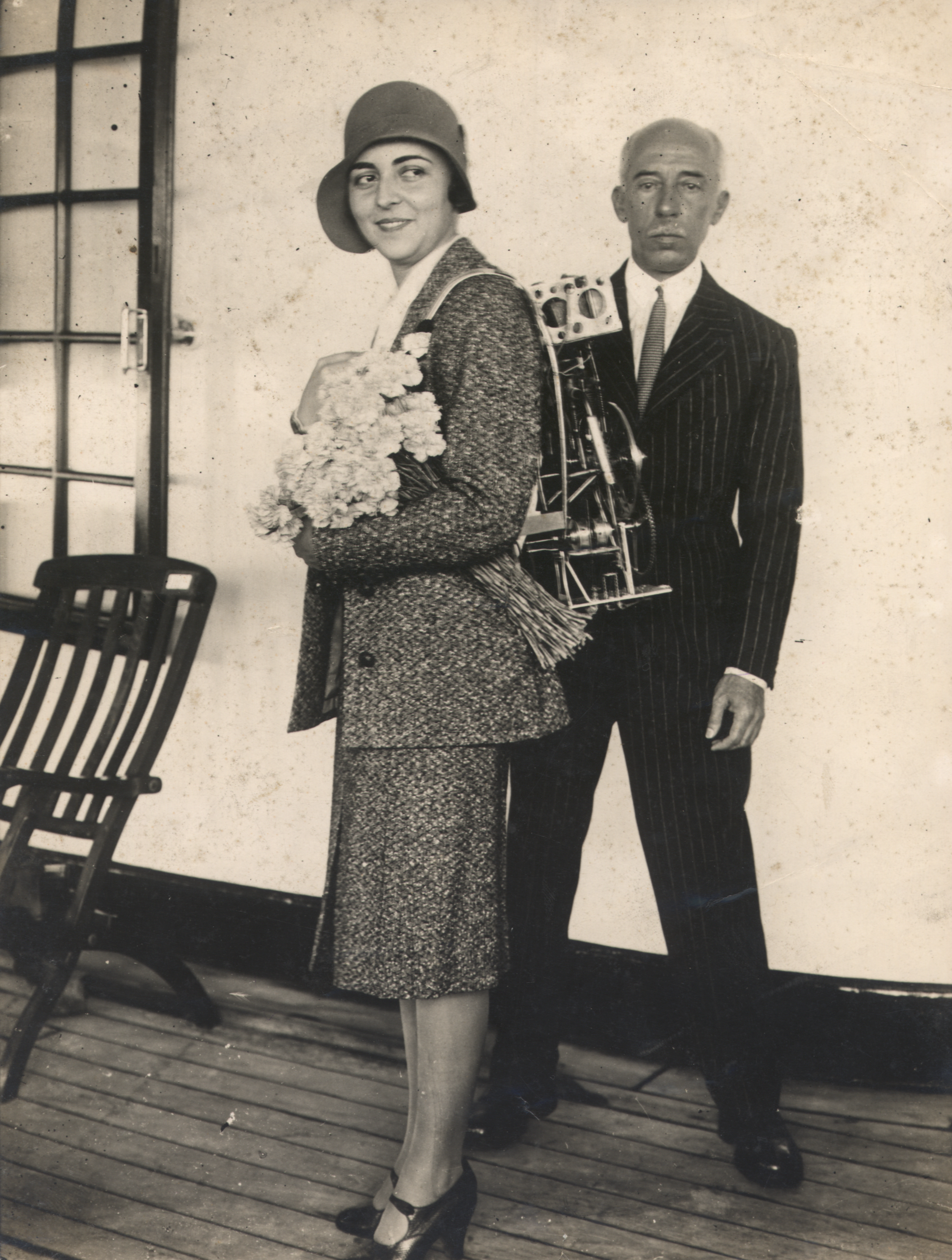
Yolanda Penteado demuestra modelando el Conversor Marciano; detrás, Alberto Santos Dumont.

El conversor marciano, o transformador marciano, es un invento de Alberto Santos Dumont para asistir a esquiadores y  escaladores.

## Descripción
El equipo se colocaba en la espalda, a modo de mochila y al encender una hélice motorizada, se reducía el peso del cuerpo del usuario durante el ascenso de montañas.
El nombre de la invensión se explica dado que éste que fue considerado un "dispositivo extraño", que provienía de la idea de Santos Dumont de reproducir la gravedad de Marte, una gravedad menor que la de la Tierra.
En 1932, Alberto Santos Dumont realizó una demostración de equipamiento en el Museo Nacional de Brasil.
Con la llegada de los teleféricos, el invento quedó obsoleto y esto tuvo un impacto económico negativo para su creador. 

## Galería

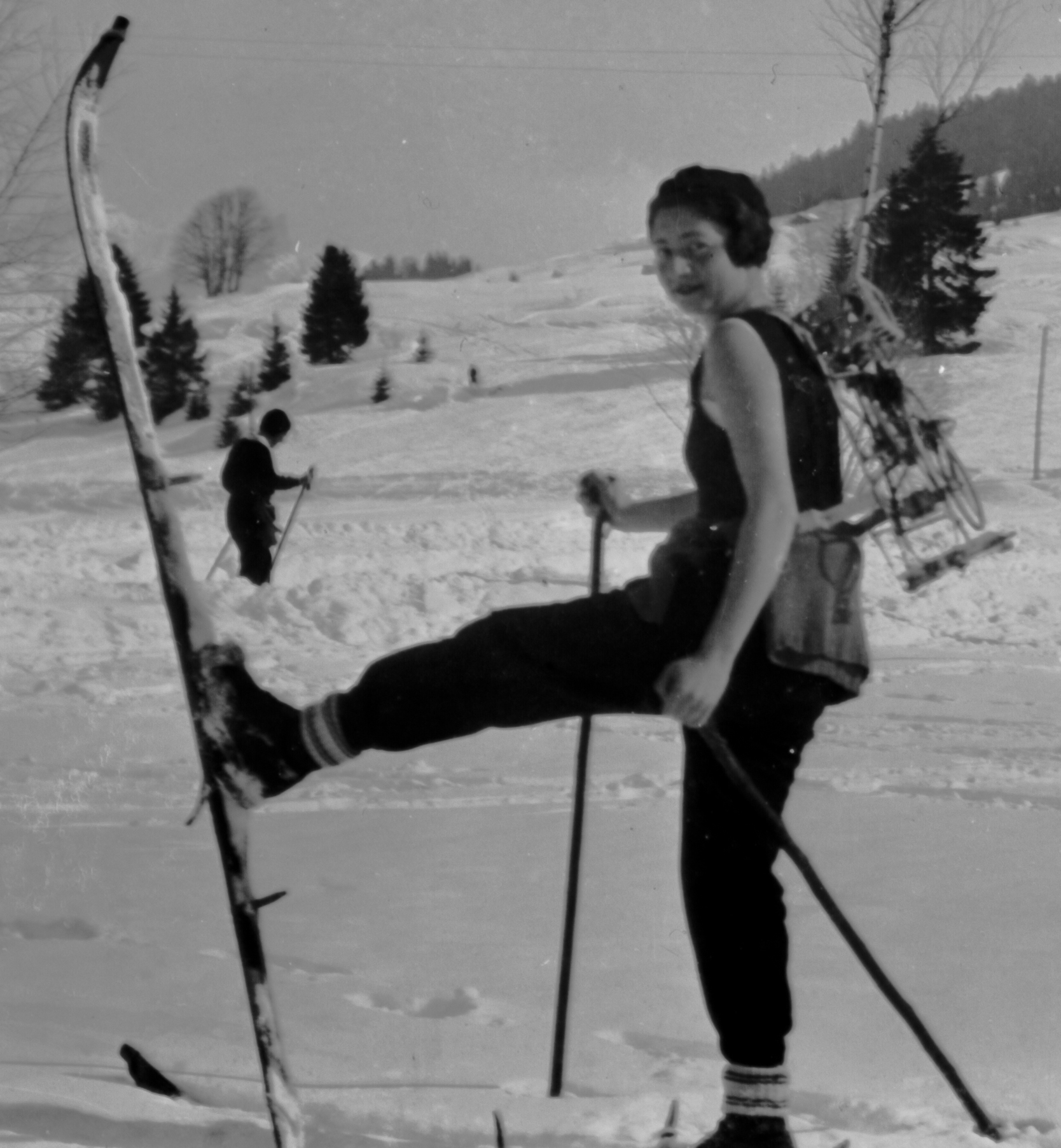
Modelo posando con el conversor
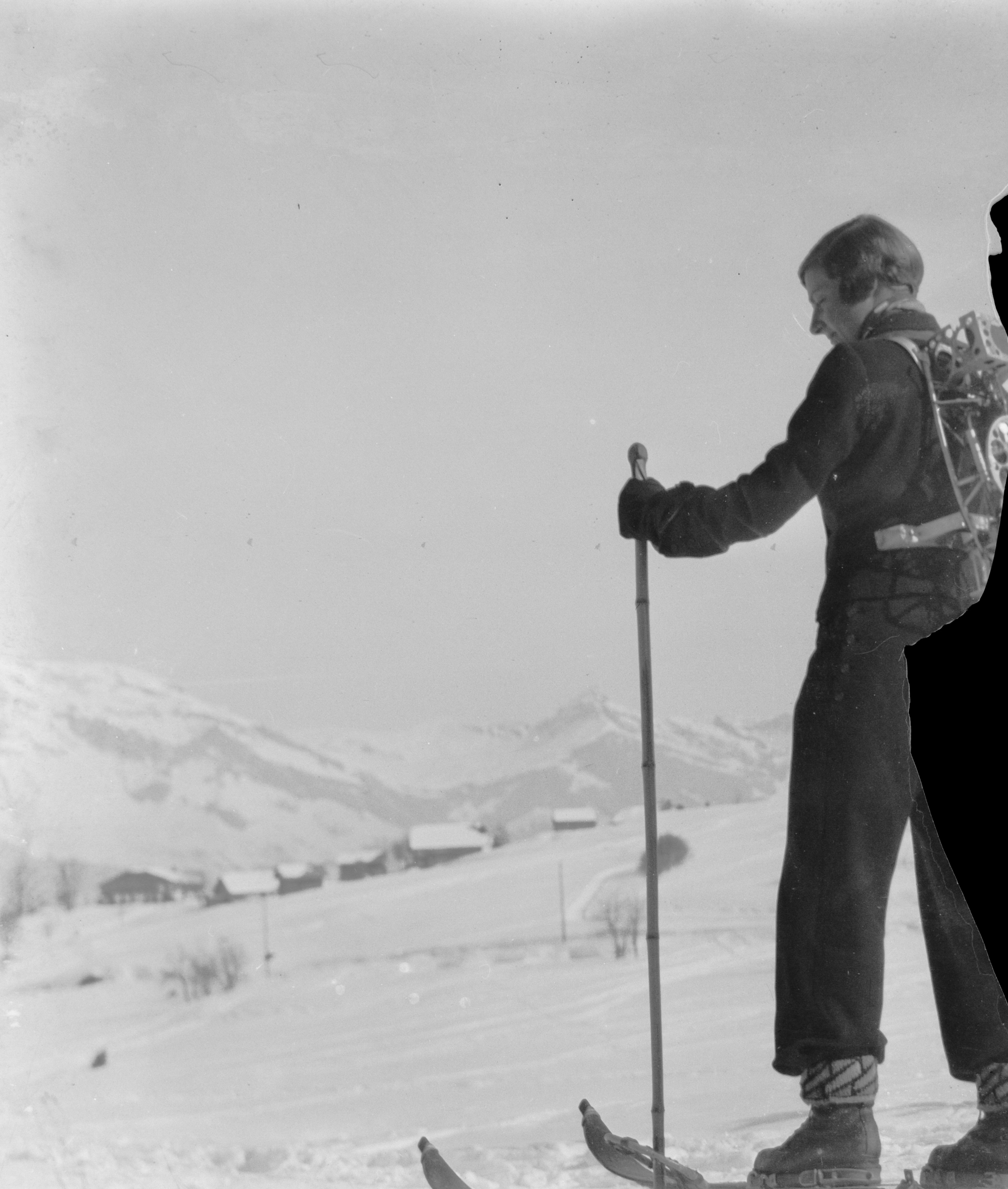
Usuario preparando el descenso con el invento en la espalda
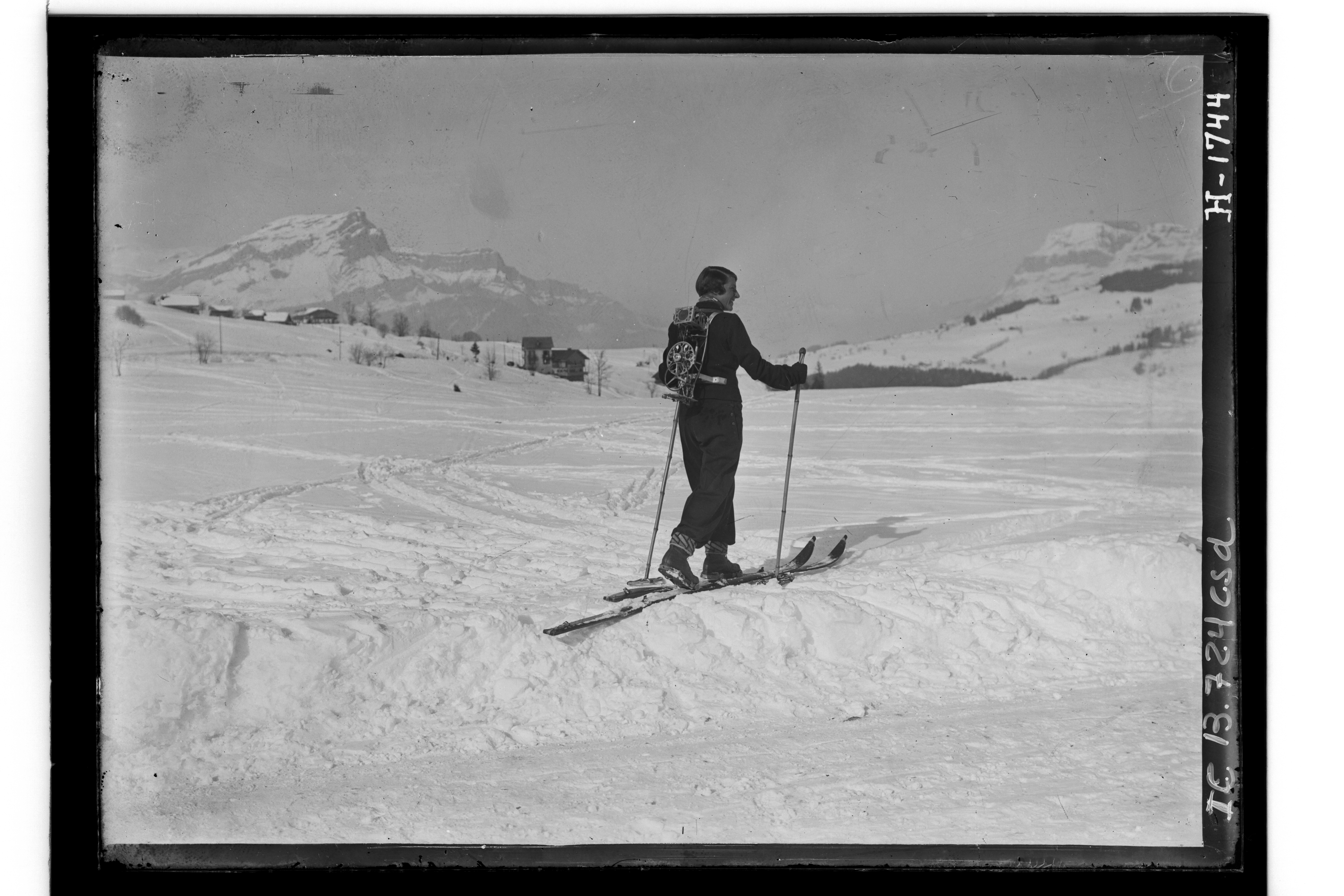
La srta. Pargés usando el invento